# Caso Somália
O Caso Somália, foi um escândalo militar ocorrido em 1993 mais tarde apelidado de "vergonha nacional do Canadá". Culminou com a morte brutal por espancamento de um adolescente somali nas mãos de dois soldados canadenses que participam dos esforços humanitários na Somália. O crime, documentado por fotos terríveis, chocou o público canadense e trouxe à tona os problemas internos no Canadian Airborne Regiment. A liderança militar entrou em forte reprovação depois que um repórter da CBC receberam documentos alterados, levando a acusações de encobrimento.
O episódio foi comparado a "uma versão canadense do ...Pentagon Papers", ou Massacre de My Lai, mas os críticos observaram que enquanto My Lai tenha ocorrido em um ambiente hostil, onde soldados estadunidenses eram mortos por um inimigo invisível todos os dias, as tropas  canadenses na Somália não tinham sofrido qualquer baixa ou estresse extremo, e as únicas provocações que os canadenses enfrentaram foi um furto de sua base.